# 戴侯
戴侯（たいこう、生年不詳 - 紀元前750年）は、春秋時代の蔡の君主。共侯の子で、共侯の後を受けて蔡国の君主となった。在位10年。